# Colostethinae
Colostethinae is een onderfamilie van kikkers uit de familie pijlgifkikkers (Dendrobatidae). De groep werd voor het eerst wetenschappelijk beschreven door Edward Drinker Cope in 1867. Later werd abusievelijk de wetenschappelijke naam Calostethidae gebruikt.
Er zijn 68 soorten in vier geslachten. Alle soorten komen voor in delen van noordelijk Zuid-Amerika en leven in de landen Bolivia tot Venezuela, Costa Rica, Ecuador en Colombia.

## Taxonomie
Onderfamilie Colostethinae
- Geslacht Ameerega
- Geslacht Colostethus
- Geslacht Epipedobates
- Geslacht Silverstoneia

Colostethinae · 
Dendrobatinae · 
Hyloxalinae